# Berwick-upon-Tweed
Berwick-upon-Tweed (; [ˈbɛrɪk-]) (in scozzese Berrick, storicamente South Berwick; in gaelico scozzese Bearaig, storicamente Bearaig-a-Deas) è la cittadina più settentrionale dell'Inghilterra, nel Northumberland, sulla costa orientale della foce del fiume Tweed. Il centro è situato 4 km (circa 2,5 miglia) a sud del confine con la Scozia.

## Storia
Fu anticamente parte della Scozia dove aveva una sua piccola contea, il Berwickshire.
Nel 1526, la cittadina è stata la sede del famoso trattato, stipulato fra Regno d'Inghilterra e Regno di Scozia.

## Monumenti e luoghi d'interesse

### Il faro
All'estremità della barriera costruita sul lato settentrionale della foce del fiume Tweed si trova un faro del 1826 progettato da Joseph Nelson. Il faro è gestito dalla Berwick Harbour Commission, l'autorità portuale cittadina.

## Riferimenti nella cultura di massa
Berwick è citata due volte nell'Orlando furioso dell'Ariosto, dove il suo nome è italianizzato in Beroicche.